# Gazoduc Sakhaline-Khabarovsk-Vladivostok

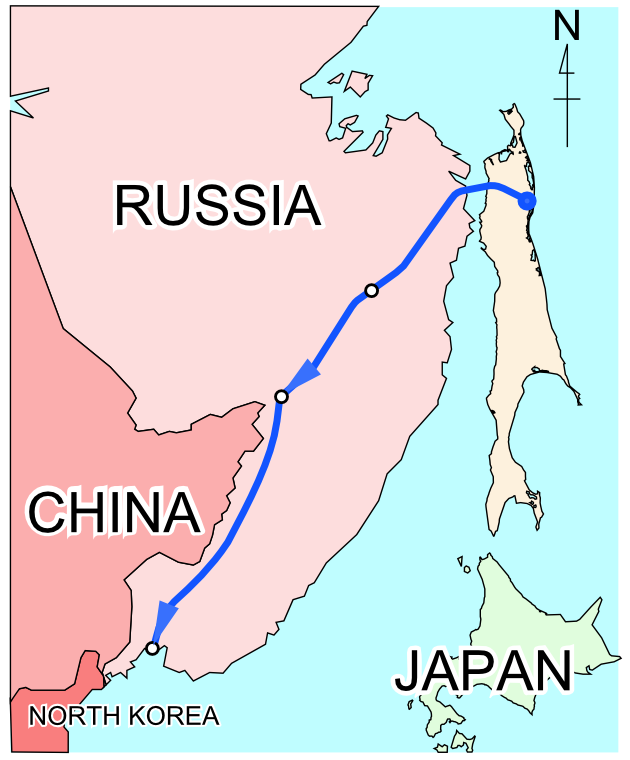
Trajet du gazoduc.

Le gazoduc Sakhaline-Khabarovsk-Vladivostok est un gazoduc reliant sur 1822 km Sakhaline à Vladivostok et passant par Khabarovsk et Komsomolsk-sur-l'Amour. Il est géré par Gazprom. Il a ouvert le 8 septembre 2011.